# Calliopsis xenopous
Calliopsis xenopous là một loài Hymenoptera trong họ Andrenidae. Loài này được Ruz mô tả khoa học năm 1991.